# Дересеки
„Дересеки“ (на турски: Dereseki) е квартал в район „Бейкоз“ в Истанбул, Турция. Намира се в анадолската част на града.